# コルチ・ウスン・エブゲン
コルチ・ウスン・エブゲン（モンゴル語: Qorči usun ebügen,中国語: 豁児赤兀孫,? - ?）とは、13世紀初頭にチンギス・カンに仕えたバアリン出身の千人隊長。『元朝秘史』などの漢文史料では豁児赤兀孫/豁児赤那顔、『集史』などのペルシア語史料では(Qūrjī Nūyān)と記される。
「コルチ(Qorči)」は「箭筒士」、「ウスン(usun)」は「水」、「エブゲン(ebügen)」は「翁」の意。チンギス・カンより司祭者たる「ベキ」に任ぜられ、『元朝秘史』の功臣表では4位という高位に列せられている。
。